# Euproctus
Euproctus – rodzaj płazów ogoniastych z podrodziny Pleurodelinae w obrębie rodziny salamandrowatych (Salamandridae).

## Zasięg występowania
Rodzaj obejmuje gatunki występujące na Sardynii i Korsyce.

## Systematyka

### Etymologia
- Euproctus: gr. ευ eu „dobrze”; πρωκτος prōktos „odbyt”[9].
- Megapterna: gr. μεγας megas „wielki”; πτερνα pterna „pięta”[9]. Gatunek typowy: Megapterna montana Savi, 1838.
- Phatnomatorhina: φατνωμα phatnōma „kasetony, skrzyńce”; ῥις rhis, ῥινος rhinos „nos”[9]. Gatunek typowy: Molge platycephala Gravenhorst, 1829.
- Bulga: łac. bulga „skórzany worek lub torba”[10]. Gatunek typowy: Euproctus rusconii Gené, 1838 (= Molge platycephala Gravenhorst, 1829).

### Podział systematyczny
Do rodzaju należą następujące gatunki:
- Euproctus montanus (Savi, 1838) – traszka korsykańska[11]
- Euproctus platycephalus (Gravenhorst, 1829) – traszka sardyńska[11]